# Mateja Janes
Pour les articles homonymes, voir Janes.
Mateja Janes, née le 17 août 1981, est une joueuse internationale croate de handball, évoluant au poste d'arrière gauche.

## Palmarès
compétitions internationales
- finaliste de la coupe Challenge en 2005 (avec Cercle Dijon Bourgogne)

compétitions nationales
- championne de France en 2006 (avec Handball Metz Moselle Lorraine)